# Made in the Shade
Made in the Shade je treći službeni kompilacijski album The Rolling Stonesa. To je njihova jedina kompilacija koju su snimili za Atlantic Records i u potpunosti se sastoji od pjesama s albuma koje su snimili za tu izdavačku kuću. Made in the Shade je pušten u prodaju 6. lipnja 1975. godine, istog dana kada je izašao i album Metamorphosis neslužbena kompilacija grupe koju je objavila izdavačka kuća ABKCO.

## Popis pjesama
1. "Brown Sugar" – 3:50
2. "Tumbling Dice" – 3:44
3. "Happy" – 3:04
4. "Dance Little Sister" – 4:10
5. "Wild Horses" – 5:41
6. "Angie" – 4:31
7. "Bitch" – 3:37
8. "It's Only Rock'n Roll (But I Like It)" – 5:07
9. "Doo Doo Doo Doo Doo (Heartbreaker)" – 3:27
10. "Rip This Joint" – 2:23

## Top ljestvice

### Album
| Godina | Ljestvica            | Pozicija |
| ------ | -------------------- | -------- |
| 1975.  | UK Top 20 Albumi     | #14      |
| 1975.  | Billboard Pop Albumi | #6       |

## Vanjske poveznice
- allmusic.com[neaktivna poveznica] Made in the Shade